# 預力混凝土

預力混凝土可以從側邊擠壓，抵抗重力導致的地板下垂，達到平坦和承重的目的。

預力混凝土（英語：Prestressed concrete）是一種缓解混凝土先天上對抗拉力不足的方法。這種方法可以用來製作樑、地板以及常规钢筋混凝土难以建造的大跨距的橋樑。預力混凝土利用鋼鍵（通常是高抗張力鋼索或者是桿件）來提供两端的壓力去抵抗和抵消由彎距產生在混凝土部份拉力，而傳統的鋼筋混凝土则是把鋼筋直接置入浇筑了的混凝土之中。

## 加力方法
- 先張法

先張法是先在台座上張拉鋼筋，並作臨時固定，然後澆灌混凝土，待混凝土達到一定的強度後（約設計強度的70％以上），放鬆鋼筋，鋼筋在回縮時要擠壓混凝土，使混凝土獲得預壓力；所以，預力是靠鋼筋與混凝土之間的粘結力來傳遞的。
製作先張法預力構件一般都需要台座、千斤頂、傳力架和夾具等設備。台座承受張拉力的反力，長度往往很長，設計時應保證它的強度、剛度，並且沒有滑移、不傾覆；有時構件尺寸不大，可採用鋼模施工，在鋼模上直接張拉錨固，不用台座。
- 後張法

相對於先張法，後張法則是在混凝土已經澆置和養護完成之後再施加壓力。

## 锚具

### JM12锚具
这一般由锚固3～6根直径为12mm的光圆钢筋组成的相互平行放置钢筋束。这种锚具夹片的块数与预应力钢筋或钢绞线的根数相同；夹片成楔形，其截面成扇形，每一块夹片有2个圆弧形槽，上有齿纹，以锚固住预应力钢筋；锚环可以嵌入混凝土构件中，也可以凸出在构件外，这时候常需要插入钢垫板。
预应力钢筋依靠摩檫力将预拉力传给夹片，夹片依靠斜面上的承压力将预拉力传给锚环，锚环再将承压力将预拉力传给混凝土构件。这种锚具可同时用于张拉端和固定端。
采用特制的双作用千斤顶；其一是夹住钢筋进行张拉；其二是将夹片顶入锚环，将预应力钢筋挤紧，牢牢锚住。

### 镦头锚具
这种锚具一般用于锚固多根直径10～18mm的平行钢筋束，或者18根以下5mm的平行钢丝束；锚具由锚杯、螺帽、垫板组成，均用45号钢制成。
操作时，将钢筋（或钢丝）穿过锚杯孔眼，用冷、热镦的方法将钢筋（丝）的端头镦粗成圆头，与锚杯固定；然后将预应力钢筋（丝）束连同锚杯一起穿过构件的预留孔；等到钢筋伸出孔道后套上螺帽，进行张拉，边拉边旋紧螺帽。这种锚具要求钢筋（丝）的长度有较高的精准度。

## 應用
預力混凝土主要是使用在橋梁、高層建築的樓板、核反應爐压力容器、柱和剪力牆，其功能是防止地震和爆炸防護。無握裹後拉法通常運用停車場當障礙線，由於它的加壓跟減壓的彈性自由，可以易於牆或樓板的修復◦